# Condado de Mercer (Ohio)
El condado de Mercer es un condado del estado de Ohio, Estados Unidos. Tiene una población estimada, a mediados de 2022, de 42 348 habitantes.
La sede del condado es Celina. 
Recibe su nombre en honor a Hugh Mercer, un oficial que participó en la Guerra de Independencia de los Estados Unidos. 

## Geografía
Según la Oficina del Censo, el condado tiene un área total de 1230 km², de la cual 1200 km² corresponden a tierra firme y 30 km² están cubiertos de agua.

### Condados adyacentes
- Condado de Van Wert (norte)
- Condado de Auglaize (este)
- Condado de Shelby (sureste)
- Condado de Darke (sur)
- Condado de Jay, Indiana (suroeste)
- Condado de Adams, Indiana (noroeste)

## Demografía
Según el censo de 2000, en ese momento los ingresos medios de los hogares del condado eran de $42,742 y los ingresos medios de las familias eran de $50,157. Los hombres tenían ingresos medios por $35,508 frente a los $22,857 que percibían las mujeres. Los ingresos per cápita para el condado eran de $18,531. Alrededor del 6.40% de la población estaba por debajo del umbral de pobreza.
De acuerdo con la estimación 2017-2021 de la Oficina del Censo, los ingresos medios de los hogares del condado son de $68,692 y los ingresos medios de las familias son de $86,785. Los ingresos per cápita en los últimos doce meses, medidos en dólares de 2021, son de $32,528. Alrededor del 5.3% de la población está por debajo del umbral de pobreza.

## Comunidades

### Ciudades
- Celina

### Villas
| - Burkettsville (parte) - Chickasaw - Coldwater - Fort Recovery | - Mendon - Montezuma - Rockford - St. Henry |

### Comunidades no incorporadas
En los Estados Unidos se designa con este nombre a las poblaciones sin Gobierno municipal constituido.
| - Carthagena - Cassella - Chattanooga - Cranberry Prairie - Erastus - Macedon | - Maria Stein - Mercer - Padua - Sebastian |

### Municipios (townships)
En el condado de Mercer hay 14 subdivisiones administrativas conocidas como townships. Su traducción más aproximada es "municipio", aunque sus atribuciones son mucho menores a las que suelen tener estas entidades (que en Estados Unidos se conocen como municipalities) y están generalmente limitadas al mantenimiento de caminos y cementerios.
Dichas subdivisiones administrativas son las siguientes:
| - Black Creek - Butler - Center - Dublin | - Franklin - Gibson - Granville - Hopewell | - Jefferson - Liberty - Marion - Recovery | - Union - Washington |

## Gobierno
El condado está gobernado por una Junta de Comisionados (en inglés, Board of Commisioners), que en 2023 está integrada por Jerry Laffin, Rick Muhlenkampf y Dave Buschur, todos del Partido Republicano.